# Robert Culliford
Robert Culliford (* 17. Jahrhundert; † 18. Jahrhundert) war ein angloamerikanischer Piratenkapitän, der im letzten Jahrzehnt des 17. Jahrhunderts im Indischen Ozean operierte. Eine gewisse Bekanntheit erlangte er vor allem durch mehrere Begegnungen mit William Kidd.

## Leben

### Frühe Jahre und Beginn der Piratenlaufbahn
Über Cullifords frühe Jahre sind keine gesicherten Fakten überliefert. Angeblich begann er seine Laufbahn zur See als Schiffsjunge in der Karibik. Fest steht, dass der ehemalige Bukanier Culliford zur Besatzung der Brigantine Blessed William gehörte, mit der William Kidd seit 1689 eine Reihe erfolgreicher Kaperfahrten in der Karibik unternommen hatte; und er war auch unter den Männern, die das Schiff im Februar 1690 vor Antigua entwendeten und Kidd auf der Insel zurückließen. 1691 gelangte Culliford zusammen mit einigen anderen Piraten auf dem Schiff Jacob in den Indischen Ozean, kehrte später jedoch nach Nordamerika zurück. Nach einer erneuten Fahrt in den Indischen Ozean verdingte sich Culliford seit 1694 als Kanonier bei der East India Company. Im Juni 1696 zettelte er auf der Ketsch Josiah eine Meuterei an, die fehlschlug. Cullifords Glück war es, dass das Schiff, das ihn und die anderen Meuterer als Gefangene nach Bombay bringen sollte, kurz darauf selbst von Piraten aufgebracht wurde. So gelangte Culliford an Bord der Fregatte Resolution, die unter dem Namen Mocha der East India Company gehört hatte und durch eine Meuterei in die Hände ihres Kapitäns, Ralph Stout, gelangt war.
Auf der Suche nach lohnenden Prisen durchstreiften die Resolution und ihr Begleitschiff, die Charming Mary, deren Besatzung sich großteils aus der ehemaligen Mannschaft der Amity Thomas Tews rekrutierte, in der Folgezeit das Seegebiet vor der indischen Westküste. Im ersten Quartal des Jahres 1697 brachten die Piraten hier das englische Küstenschiff Satisfaction auf und behielten seine Besatzung als Gefangene an Bord. Kurz darauf fiel den Piraten auch ein portugiesisches Schiff in die Hände, dessen Besatzung gefoltert wurde, weil sie sich weigerte anzugeben, wo sie ihre Wertsachen versteckt hatte. Bei einem Zwischenstopp auf den Malediven, bei dem unter anderem mehrere Inseldörfer gebrandschatzt wurden, kam es zu einem heftigen Streit zwischen den Besatzungen der beiden Schiffe, woraufhin sich die Charming Mary von der Resolution trennte. Allein segelte die Resolution nun in die Malakkastraße, wo ein reich beladenes portugiesisches Schiff aufgebracht wurde. Im Juni 1697 endete die Glückssträhne der Piraten jedoch jäh, als sie bei einem Landgang auf den Nikobaren überfallen wurden und ihr Kapitän dabei ums Leben kam.

### Als Piratenkapitän im Indischen Ozean
Nach Stouts Tod wählten die Piraten Culliford zu dessen Nachfolger. Die erste Aktion des neuen Piratenkapitäns hätte jedoch beinahe in einem Fiasko geendet: Am 7. Juli 1697 wurde die Resolution nach einer dreitägigen Verfolgungsjagd beim Versuch, den Ostindienfahrer Dorrill (Kapitän: Samuel Hyde) in der Malakkastraße aufzubringen, von dessen Kanonen derart beschädigt, dass Culliford beidrehen musste. Nach der Reparatur des Schiffes eroberten die Piraten jedoch innerhalb kurzer Zeit gleich zwei reich beladene Dschunken und ein großes chinesisches Schiff. Mit reicher Beute beladen lief die Resolution nun den Piratenschlupfwinkel auf der Insel Sainte Marie vor der Ostküste Madagaskars an, wo die meisten der Besatzungsmitglieder schon bald ihre Beute verprassten.

### Erneute Begegnung mit William Kidd
Auf Sainte Marie kam es im April 1698 zu einer weiteren Begegnung von William Kidd und Robert Culliford. Kidd war autorisiert worden, Piraten zu jagen und ihnen ihre Schiffe samt Beute abzunehmen. Bei Culliford handelte es sich zweifellos um einen Piraten und da er nur rund 40 Mann kommandierte, schlug Kidd seiner Mannschaft vor, Cullifords Schiff in ihre Gewalt zu bringen. Zum Unglück für Kidd weigerten sich seine Männer nicht nur, gegen Culliford vorzugehen, sondern liefen auch noch in Scharen und unter Mitnahme von Waffen und Ausrüstung zu ihm über. Schließlich war Kidd – um seiner eigenen Sicherheit willen – gezwungen, Culliford bei einem Trinkgelage zu versichern, dass er von ihm nichts zu befürchten habe.

### Erbeutung der „Mohammed“ und Rückreise nach Madagaskar
Nachdem Cullifords Mannschaft und Bewaffnung – auf Kidds Kosten – binnen weniger Wochen auf etwa 130 Mann und 40 Kanonen angewachsen war, stach er im Juni 1698 wieder in See und kaperte vor der Komoreninsel Anjouan, die früher Johanna genannt wurde, ein kleines französisches Schiff, das vor allem Alkohol geladen hatte. Mit dem Ziel, eines der reichen Pilgerschiffe zu erbeuten, die alljährlich vom Mogulreich ins Rote Meer und wieder zurück segelten, nahm die Resolution anschließend Kurs auf Sokotra. Von hier segelten die Piraten zum Eingang des Persischen Golfes und dann weiter zur Küste Indiens, wo sie im September in den Gewässern vor Surat auf die Soldado von Richard Sievers stießen, die hier bereits auf die Pilgerschiffe lauerte. Culliford und Sievers kamen überein, jegliche Beute zu teilen, die sie in den nächsten beiden Monaten machen würden. Als die Pilgerflotte dann auftauchte, erwartete die Piraten allerdings eine herbe Enttäuschung: Ein Ostindienfahrer, der die Pilgerschiffe eskortierte, machte es unmöglich, an eines von ihnen heranzukommen. Trotz dieses Fehlschlages entschlossen sich die Besatzungen der beiden Piratenschiffe, ihre Position beizubehalten, und bekamen bald darauf Gesellschaft von der von Joseph Wheeler kommandierten Pelican.
Nach einer zermürbenden Wartezeit sichteten die Piraten schließlich am 23. Septemberjul. / 3. Oktober 1698greg. das Pilgerschiff Mohammed, das von Sievers’ Mannschaft aufgebracht wurde, noch ehe die beiden anderen Piratenschiffe eingreifen konnten. An Bord der Mohammed befanden sich nicht nur hunderte Pilger, sondern auch gewaltige Reichtümer. Allein der Wert der Zahlungsmittel, welche Sievers’ Männer erbeutet hatten, betrug rund 120.000 Pfund Sterling; hinzu kamen noch große Mengen von Handelswaren aller Art. Gemäß der Übereinkunft wurde die Beute zwischen den Besatzungen von Culliford und Sievers aufgeteilt, die Besatzung der Pelican jedoch nur mit einem Beuteanteil von mageren 1.000 Pfund abgespeist. Nachdem die Beute bei Rajapur unter den Besatzungsmitgliedern der Resolution und der Soldado aufgeteilt worden war – die Pelican war bereits davongesegelt – gingen Culliford und Sievers gemeinsam auf Südkurs.
Während der Fahrt entlang der indischen Westküste gerieten die beiden Piratenschiffe in einen schweren Sturm und wurden getrennt. Nachdem sie einander wieder getroffen hatten, erpressten die Piraten in Onore Proviant für die Weiterfahrt und trafen um die Jahreswende 1698/99 wieder auf Sainte Marie ein. Hier trennten sich die Wege der beiden Schiffsbesatzungen. Nicht wenige Piraten sahen zu, dass sie mit ihren Reichtümern an Bord eines der Handelsschiffe gelangen konnten, die nach Sainte Marie gekommen waren, um sie mit Dingen des täglichen Bedarfes, vor allem aber mit Alkohol zu versorgen.

### Ende der Piratenlaufbahn
Culliford verließ Sainte Marie erst im September 1699. In diesem Monat hatte vor Sainte Marie die Pinke Vine angelegt. Ihr Kapitän, Thomas Warren, war beauftragt worden, die Küste Madagaskars entlang zu segeln und eine königliche Amnestie für die Piraten zu verkünden. 14 Seeräuber nahmen das Amnestieangebot an und begaben sich an Bord der Vine, die sich nun auf den Weg nach England machte. Einer dieser Männer war Culliford, der neben mehreren Kisten mit Beutegut auch einige Sklaven mit auf die lange Reise nehmen wollte. Als die Vine Ende Dezember den niederländischen Stützpunkt am Kap der Guten Hoffnung anlief, stieß sie hier auf die Loyal Merchant, ein dreimastiges Segelschiff der East India Company, und die von Samuel Burgess kommandierte Brigantine Margaret, mit der Richard Sievers und andere Piraten einige Monate vorher Sainte Marie verlassen hatten. Sievers und seine Kumpane waren zu dieser Zeit bereits Gefangene auf der Loyal Merchant, deren Kapitän, Matthew Lowth (auch Louth), ermächtigt worden war, alle der Piraterie verdächtigen Schiffe zu durchsuchen und Piraten festzunehmen. Lowth wollte auch die Vine durchsuchen und beschlagnahmen, wurde aber von den Niederländern, die bereits sein Vorgehen gegen die Margaret als Eingriff in ihre Hoheitsrechte betrachtet hatten, daran gehindert.
Auf diese Weise gelangte Culliford vorerst unbehelligt nach England. Hier wurde er allerdings in Gewahrsam genommen, da die Amnestie von 1698 wegen eines Formfehlers nicht anerkannt worden war. Im Zusammenhang mit den im Londoner Gerichtshaus Old Bailey stattfindenden Piratenprozessen, bei denen auch gegen William Kidd verhandelt wurde, nötigte man Culliford offensichtlich, andere Seeräuber zu belasten. Im Sommer 1702 trat er beispielsweise in London beim Prozess gegen Samuel Burgess, den er gut kannte, als Zeuge auf. Diese kooperative Haltung gegenüber den Behörden scheint sich für Culliford letztlich bezahlt gemacht zu haben, da er schließlich doch noch amnestiert wurde und auf diese Weise nach über einem Jahr wieder frei kam. Unmittelbar nach diesen Prozessen verliert sich Cullifords Spur. Dem Galgen entronnen, dürfte er London wohl so schnell wie möglich verlassen haben. Gerüchten zufolge diente er später auf einem Schiff der Royal Navy.